# パワーレンジャー・ハイパーフォース
パワーレンジャー・ハイパーフォース（Power Rangers HyperForce）は、パワーレンジャー25周年プロジェクトの一環として制作されたテーブルトークRPG企画。ライブストリーミング配信プラットフォームであるTwitchのHyperRPGチャンネルにて、2017年10月24日から2018年4月24日まで配信されている。全25回＋特番1回。

## あらすじ
3016年のタイムフォースアカデミーでは、やがて訪れるであろう侵略者の復活に備えて、数多くの若者がパワーレンジャーとしての修練を重ねていた。ジェン・スコットの下で学ぶ5人の新たなレンジャーは、世界を守る使命を果たすため、（ゲームマスター・マリカ・リムの妨害にもめげずに）数多の時代、数多の宇宙を駆け抜けていく。

## 登場人物

### パワーレンジャー

#### ハイパーフォースレンジャー
| 変身後                   | 本名                   | プレイヤー             |
| ------------------------ | ---------------------- | ---------------------- |
| ハイパーフォースレッド   | マーヴィン・シー       | ピーター・スダルソ     |
| ハイパーフォースブルー   | エディー・バンクス     | アンドレ・メドウズ     |
| ハイパーフォースイエロー | ジャック・トーマス     | ポール・シュリアー     |
| ハイパーフォースブラック | ヴェスパー・ヴァスケス | クリスティーナ・ヴィー |
| ハイパーフォースピンク   | クロエ・アシュフォード | メーガン・カマレナ     |

#### 先輩レンジャー
| 変身後                                 | 本名                   | プレイヤー                     |
| -------------------------------------- | ---------------------- | ------------------------------ |
| タイムフォースピンク                   | ジェン・スコット       | エリン・カヒル                 |
| イエローレンジャー                     | アイーシャ・キャンベル | キャラン・アシュレイ           |
| レンジャーオペレーターシリーズゴールド | ジェム                 | マイク・ギン                   |
| ブラックダイノレンジャー               | トミー・オリバー       | ジェイソン・デビッド・フランク |
| S.P.D.シャドウレンジャー               | アヌビス・クルーガー   | ザック・ユーバンク             |
| スーパーメガフォースシルバー           | オリオン               | ャメロン・ジェボ               |
| スーパーメガフォースレッド             | トロイ・バロウズ       | マリカ・リム                   |
| グリーンレンジャー                     | トミー・オリバー       | マリカ・リム                   |

#### 同世代のレンジャー
| 変身後                   | 本名         | プレイヤー         |
| ------------------------ | ------------ | ------------------ |
| タイムフォースシルバー   | ジョー・シー | ヨシュア・スダルソ |
| S.P.D.グリーンレンジャー | リナ・ソング | マリカ・リム       |

#### その他の仲間
- アルファ55

## メモ
- 『パワーレンジャー・タイムフォース』の世界を舞台としたテーブルトークRPGである。映像化しない事を前提とした作品であるため、通常の『パワーレンジャー』シリーズでは見られない幾つもの要素が見られる。
  - 生放送で放送される初めてのパワーレンジャーである。
  - 女性のブラックレンジャー（ヴェスパー・ヴァスケス）とグリーンレンジャー（リナ・ソング）が登場する初めてのパワーレンジャーである。
  - 既に完結した過去の作品に、新たな色のレンジャーを追加した初めての作品である。（ジョー・シー/タイムフォースシルバー）
  - 変身後のスーツのデザインを、プレイヤーの一人であるピーター・スダルソが手がけている。